# Sint-Vituskerk (Well)
De Sint-Vituskerk is de parochiekerk in de Limburgse woonkern Well, gelegen aan de Hoenderstraat.

## Geschiedenis
De kerk wordt in 1251 voor het eerst vermeld, wanneer een boerderij in het ernaast gelegen Elsteren geschonken wordt aan het klooster te Doetinchem. Vermeld wordt dat Elsteren ligt in de "parochia Welle". De Sint-Vitusabdij te Mönchengladbach was in ieder geval de instelling die het patronaatsrecht had vergeven aan de kasteelheer te Well, waarbij dit bevestigd wordt in 1321, met de naam van de kerk voor het eerst vermeld als gewijd aan Sint-Vitus.  
Tijdens de Tachtigjarige Oorlog werd de kerk, waarschijnlijk op de toren na, verwoest, waarna de kerk vanaf 1607 weer herbouwd werd.
Op 21 juli 1615 werd deze kerk ingewijd. Omstreeks 1844 werd het schip door een groter exemplaar vervangen, wat een waterstaatskerk was. Het koor van de oude kerk uit 1607 bleef gespaard, hoewel het stenen gewelf door een plat plafond vervangen werd. In 1869 werd door architect Pierre Cuypers een toren aan de kerk gebouwd. De kerk werd in 1944 door de Engelsen zwaar beschadigd en de toren verwoest.
Van de oude kerk zijn enkele muurresten op het kerkhof overgebleven, omvattende resten van het koor (1607) en het schip (1841). De rest van de kerk werd in 1956 gesloopt.
Als noodkerk werd de tiendschuur van het kasteel te Well gebruikt. Deze bleef tot 1958 als zodanig in gebruik.

## Huidige kerk
Met de bouw van de huidige kerk werd in 1956 begonnen. Twee jaar later, op 30 maart 1958 werd de kerk ingezegend en in gebruik genomen. De architect van de nieuwe kerk was Jan Ramaekers.
Het betreft een driebeukige bakstenen basiliek in basilicastijl, voorzien van een portaal met lessenaardak en rondbogen op zuilen. De narthex wordt links door een doopkapel en rechts door een toren geflankeerd. Deze toren wordt gedekt door een tentdak.

## Interieur
Het interieur wordt overwelfd door een vlak plafond, geschraagd door rondbogen op ronde pilaren. Het hoofdaltaar is in Lodewijk XV-stijl en afkomstig uit de oude kerk. Dit werd in 1760 vervaardigd te Kevelaer. Het bevat een schilderstuk uit de school van Rubens, van ongeveer uit 1600. De kuip van de preekstoel is in Lodewijk XVI-stijl en het marmeren doopvont uit ongeveer 1700.